# Цейтлин, Марк Аронович
Марк Аронович Цейтлин (1934—2000) — советский и российский учёный в области металлургии, лауреат Государственной премии СССР.

## Биография
Родился в 1934 году в семье металлурга Арона Яковлевича Цейтлина. В 1956 году окончил Московском институте стали и сплавов им. И .В. Сталина, чтобы
продолжить традиции семьи и стать доменщиком. После окончания института по государственному распределению Марка Цейтлина направили в Серов, на небольшой завод за Северным Уралом, где он отработал два года.
Вернувшись в Тулу, Марк Аронович работал на Косогорском металлургическом заводе, затем на Новотульском металлургическом заводе.
Несмотря на прекрасные организаторские навыки, по закону он не мог занимать руководящие должности, так как его отец был директором этого же завода. Марк Цейтлин занимал разные должности, но наиболее ярко его способности проявлялись в Центральной заводской лаборатории, где он проработал несколько лета сначала заместителем, а потом начальником.
В 1984 году Марк Аронович стал директором НПО «Тулачермет», которое предназначалось для опробования новых технологий. Именно Цейтлин стоял за
первым в стране объединением промышленного предприятия и научно исследовательского центра — «ЦНИИчермет». Так возникло НПО «Тулачермет».
В 1981 году Марк Аронович стал лауреатом Государственной премии СССР за разработку и освоение производства гаммы высококачественных синтетических литейных чугунов для машиностроения, полученных на основе передельного чугуна, именно он был идеологом этого направления в металлургии.
В 1984 году Марк Аронович стал директором НПО «Тулачермет». В 1994—1999 был председателем Совета директоров «Тулачермета»
В ходе приватизации приобрел 5 % акций компании «Тулачермет». Потом после стал обладателем 25 % акций Выборгского порта.
Вечером 28 декабря 2000 года Марк Аронович шел из офиса, по дороге неизвестный мужчина открыл стрельбу с пяти метров. Двумя пулями Цейтлин был убит на месте.
Марк Цейтлин работал на «Тулачермете» более 30 лет, но после смены хозяев завода был вынужден уйти. По городу распространились слухи, что его, продолжавшего и в новой должности оставаться держателем крупного пакета акций предприятия, заказали новые хозяева «Тулачермета». Одна из пяти версий по делу об убийстве, разрабатывавшихся следствием, была так и сформулирована: «Убийство Цейтлина совершено в связи с его работой на АК „Тулачермет“».

## Награды
- Государственная премия СССР за 1981 год
- Орден Дружбы (21 июня 1995 года)